# Paul-Gustave Froment

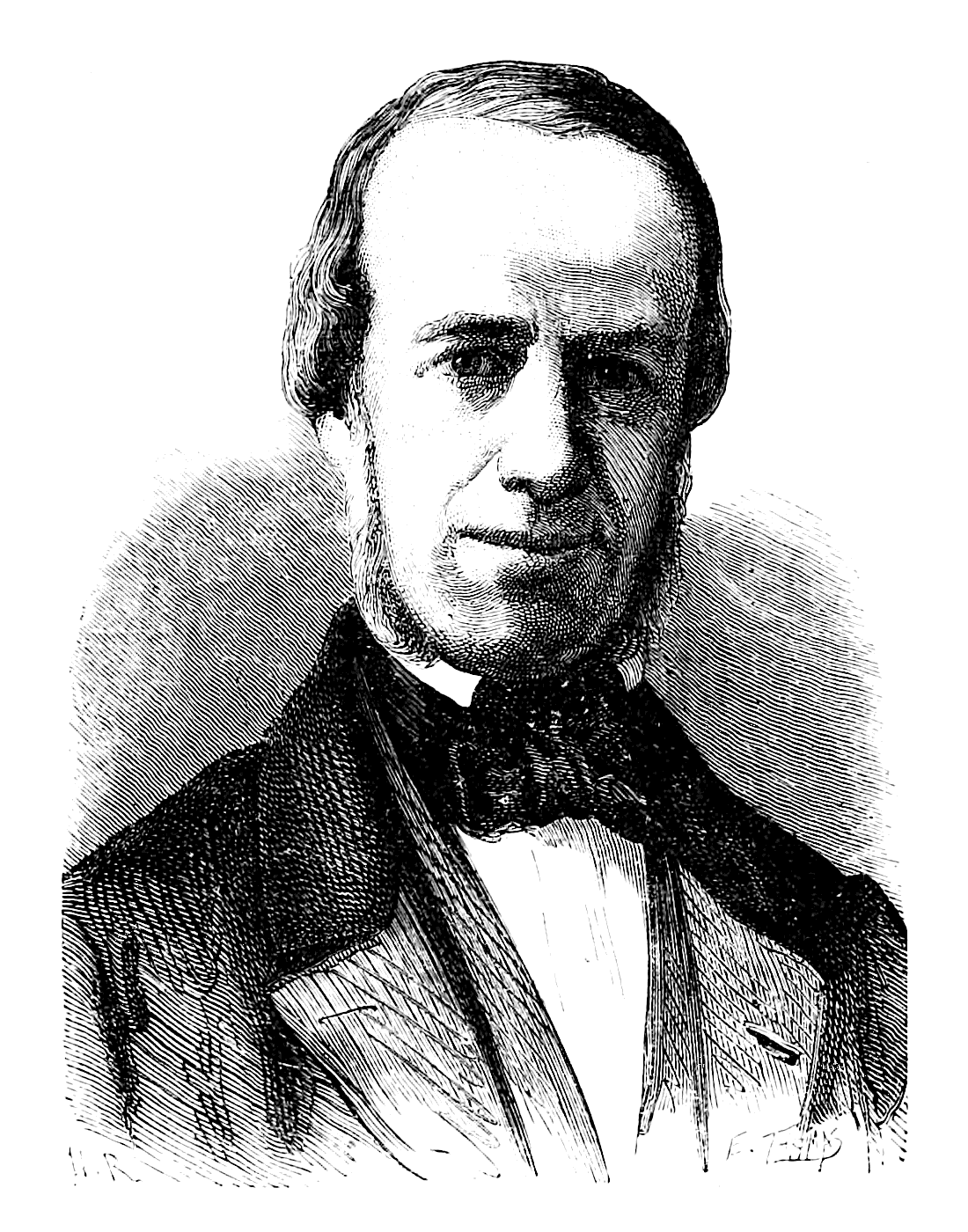
Paul-Gustave Froment

Paul-Gustave Froment (Parijs, 3 maart 1815 – aldaar, 10 februari 1865) was een Frans uitvinder en mechanicus die een groot aantal wetenschappelijke instrumenten bouwde, waaronder de slinger van Foucault.

## Biografie
Froment werd opgeleid aan het Collège Sainte-Barbe en het Lycée Louis-le-Grand. Van jongs af aan had Froment een voorliefde voor techniek. Op zijn vijftiende had hij met primitieve middelen al een klok gebouwd, waarop zijn vader besloot om hem te laten studeren aan de École polytechnique in Parijs.
Om inzicht te krijgen in de werking van de stoommachine bouwde hij zijn eigen model. Later vertrok hij naar het Verenigd Koninkrijk om verder te studeren in Manchester, waar hij begin 1839 met een gaatjescamera probeerde foto's vast te leggen.
Zijn voornemen om in Frankrijk stoommachines te gaan bouwen liep stuk op de benodigde financiering. In 1844 opende hij in Parijs zijn eigen werkplaats waar hij tot 1848 een aantal elektromotoren bouwde die bekend werden onder de naam Froment-motor.
Niet alleen bouwde hij in 1851 voor de Franse natuurkundige Léon Foucault diens beroemde slingeropstelling, ook hielp hij andere wetenschappers zoals Gaetano Bonelli, David E. Hughes en Giovanni Caselli met zijn pantelegraaf.
Een paar jaar later, in 1854, bedacht hij een veel simpelere versie van de elektrische klok van Charles Shepherd.

### Froment-motor

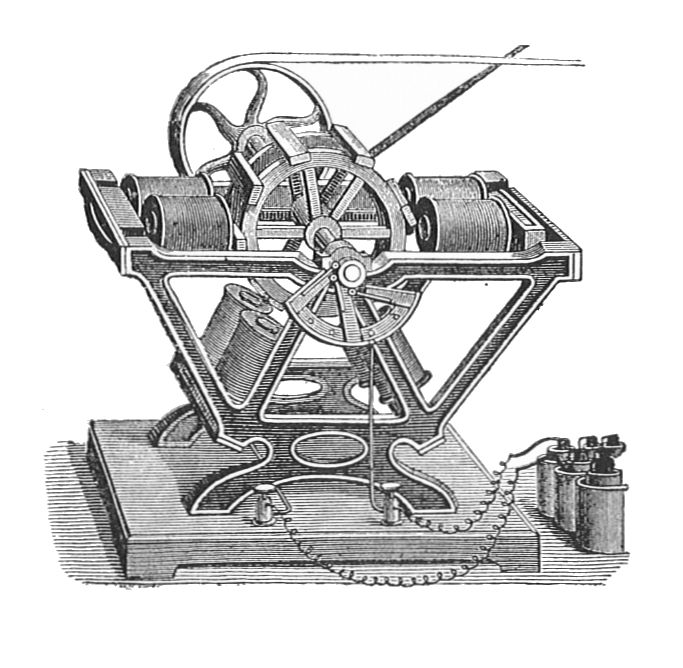
Elektromotor van Froment

In 1833, toen hij nog op school zat, had hij voor het eerste de elektromotor van Hippolyte Pixii gezien, een machine die was samengesteld met een hoefijzermagneet en elektromagneten. Op basis hiervan bouwde hij in 1844 zijn versie van de elektromotor, een van de eersten die voor industriële doeleinden gebruikt werd.
In zijn ontwerp werden elektromagneten bekrachtigd om ijzeren staven aan te trekken die bevestigd zijn aan een ronddraaiende vliegwiel. Op het moment dat een ijzerstaaf bij de elektromagneet kwam, werd de stroom naar de magneet onderbroken totdat de volgende ijzerstaaf in het bereik van de elektromagneet kwam.